# 수호이 Su-27M
수호이 Su-27M(NATO 보고명: 플랭커-E)은 소련의 수호이 Su-27 전투기의 심층 현대화를 위해 미하일 시모노프가 설계하고 수호이 OKB에서 개발된 장거리 다목적 전투기다. 수호이 Su-27M은 전면 수평 날개(PGO)와 위상 안테나 그릴이 있는 레이더를 가지고 있다. 첫 비행은 1988년 6월 28일에 이루어졌다. 첫 번째 생산 항공기는 1992년 4월 1일에 이륙했다. 1990년대 전반에는 12개의 시제품과 3개의 직렬 시제품이 생산되었고, 그 후 프로그램이 종료되었다. 이 항공기는 국제 시장에 Su-35로 제안되었고, 이로 인해 이후 수호이 Su-35S와 혼동을 일으켰다.